# Юнашківська сільська рада
| Юнашківська сільська рада — орган місцевого самоврядування у Рогатинському районі Івано-Франківської області з адміністративним центром у с. Юнашків. Історична дата утворення: в 1939 році. Сільській раді підпорядковані населені пункти: - с. Юнашків |

## Склад ради
Рада складається з 16 депутатів та голови.

### Керівний склад ради
| ПІБ                          | Основні відомості                                                 | Дата обрання | Дата звільнення |
| ---------------------------- | ----------------------------------------------------------------- | ------------ | --------------- |
| Ковальчук Михайло Григорович | Сільський голова, 1942 року народження, освіта, безпартійний      | 26.03.2006   | 31.10.2010      |
| Кліщ Роман Іванович          | Сільський голова, 1986 року народження, освіта вища, безпартійний | 31.10.2010   |                 |

Примітка: таблиця складена за даними джерела